# Fregata klase Brandenburg
Klasa F123 Brandenburg je klasa njemačkih fregata. Njemačka ih je mornarica naručila u lipnju 1989., a dovršeni su i pušteni u rad između 1994. i 1996. Brodovi prvenstveno provode protupodmorničko ratovanje (ASW), ali također doprinose lokalnoj protuzračnoj obrani, taktičkom zapovijedanju eskadrilama i ratnim operacijama zemlja-zemlja. Zajedno s fregatama klase F124 Sachsen, one su glavni oslonac njemačke površinske flote.

## Dizajn

### Opće karakteristike i strojevi
Fregate su duge 138,85 metara (455,5 ft), imaju najveći gaz od 6,3 metra (21 ft) i širinu od 16,7 metara (55 ft). Koristi se propulzijski sustav CODOG koji kombinira dva dizelska motora MTU i dvije plinske turbine General Electric LM2500 za ukupnu instaliranu snagu od 38 MW. Brod postiže najveću brzinu veću od 29 čvorova (54 km/h; 33 mph).
Mjere smanjenja signala utjecale su na dizajn, smanjujući radarski potpis brodova na desetinu fregate klase Bremen.

### Naoružanje
Primarno protupodmorničko oružje su torpeda Mark 46 koja nose helikopteri Sea Lynx stacionirani na fregatama. Torpeda se također mogu lansirati iz dva dvostruka lansera smještena iza brodskih lijevaka.
Za obranu od protubrodskih projektila i zrakoplova ispred mosta su smještena dva modula vertikalnog lansirnog sustava Mark 41 s po 8 ćelija, ukupno 16. Mogu primiti 16 NATO raketa Sea Sparrow ili do 64 modernije ESSM izvedene iz Sea Sparrowa s dometom većim od 50 km. Četiri ESSM mogu se pakirati u jednu ćeliju. Prostor je rezerviran za dva dodatna modula Mk 41, ali nije iskorišten. Dva lansera raketa (RAM) Mark 49 s po 21 projektilom namijenjena su zračnoj obrani kratkog dometa od projektila. Nalaze se u pramcu i krmi broda.
Dva četverostruka lansera za 8 protubrodskih projektila Harpoon nalaze se između glavnog jarbola i dimnjaka. Zamijenili su dva dvostruka lansera za 4 projektila MM38 Exocet.
Kompaktni mornarički top OTO Melara 76 mm nalazi se ispred prednjeg lansera RAM. Brodovi također imaju dva automatska topa MLG27 koji su zamijenili prethodni Rh-202, kao i četiri mitraljeza.

### Senzori i protumjere
Paket radara sastoji se od Thales Nederland 2D air search (LW 08), 3D multifunction (SMART-S) i dva STIR 180 radara za kontrolu paljbe uz dva Raytheon navigacijska radara. SMART-S prati zračne i površinske objekte.
Elektroničke protumjere osigurava EADS FL-1800S ECM paket.
Klasa je opremljena pramčanim sonarom Atlas Elektronik DSQS-23BZ. Brodovi su trebali dobiti niskofrekventne aktivne sonare u okviru francusko-njemačkog LFTASS programa, ali Francuska se povukla 2000. i sada koristi izvedenicu britanskog Sonara 2087; Bayern je dobio prototip sonara TASS 6-3, ali čini se malo vjerojatnim da će se naručiti više jedinica u trenutnom proračunskom okruženju.